# Megaraptor
Megaraptor foi um grande dinossauro carnívoro e bípede da família dos carnossauros, que media cerca de 8,6 metros de comprimento e pesava meia tonelada, em média, quando adulto. Outras estimativas dão 9,5 metros de comprimento e 1,4 toneladas.

## Descrição

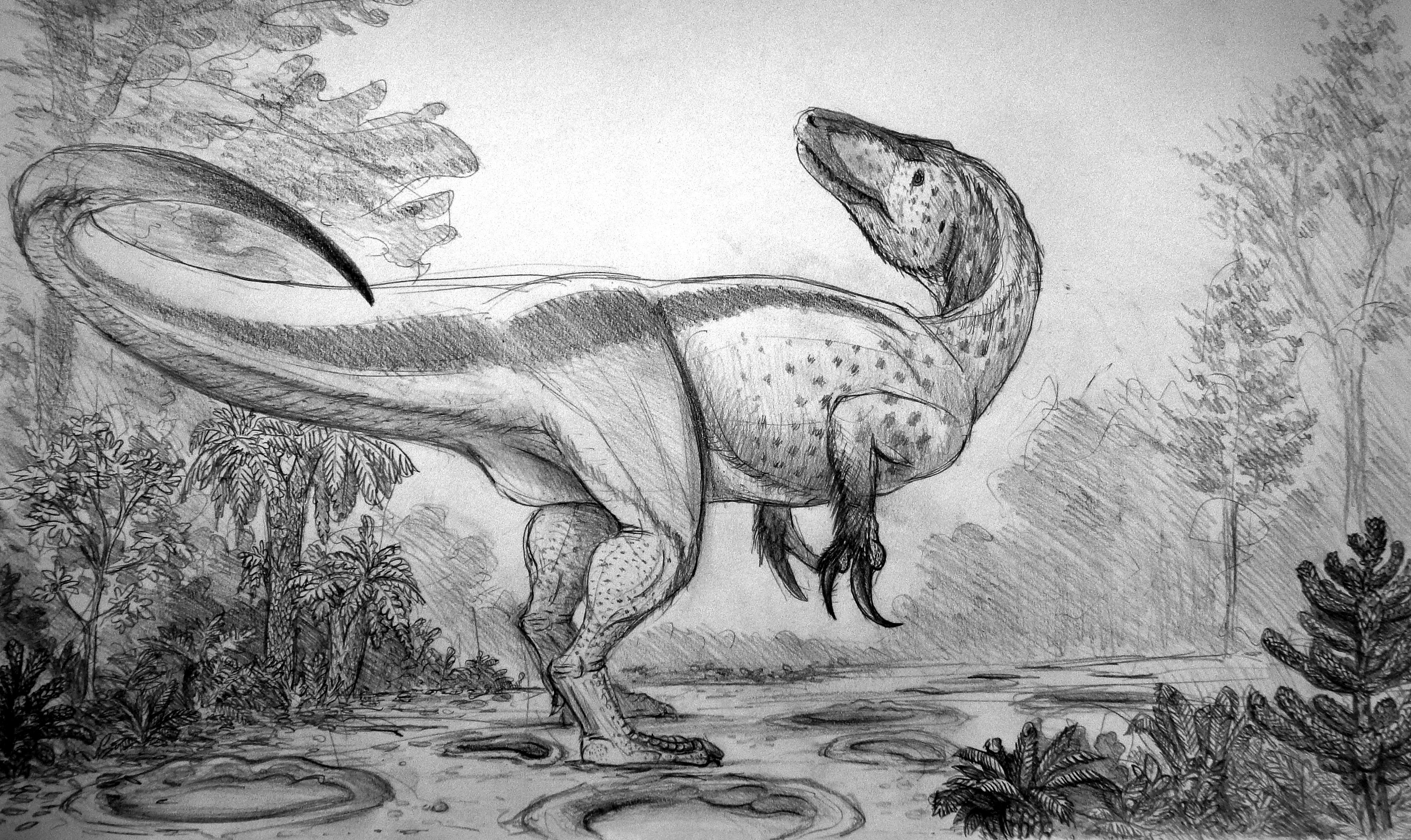
Reconstituição artística do Megaraptor

Pensava-se que o Megaraptor pertencia à família dos dromaeosaurídeos devido a enorme garra curva, com cerca de 30 centímetros em forma de foice, que se considerava ser parte da pata traseira, uma característica comum da família Dromaeosauridae. No entanto, com a descoberta de novos fósseis, a mesma foi identificada como parte do dedo indicador da pata dianteira. Em 2010, Gregory S. Paul estimou que o Megaraptor alcançaria 8 metros de comprimento e pesaria cerca de uma tonelada.

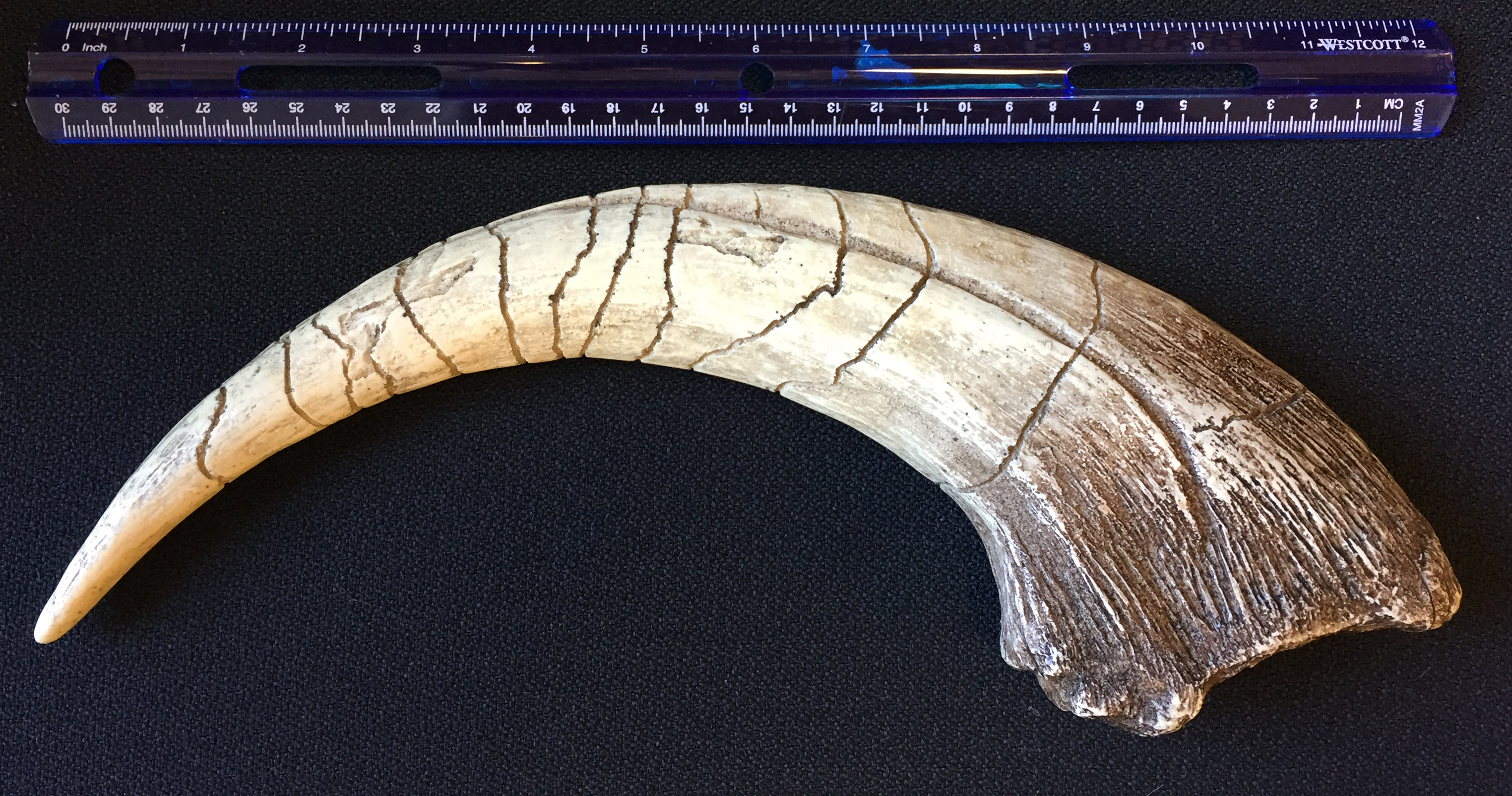
Garra do Megaraptor medido com uma régua

A garra da pata dianteira demostra que o Megaraptor tinha mais semelhança com dinossauros como Baryonyx da família Spinosauridae, embora sua morfologia seja distinta tornando sua aproximação genética incerta.

## Classificação
A pata dianteira do Megaraptor é bastante distinta de outros tetanuranos basais, então não estava inicialmente claro se o Megaraptor seria um alossaurídeo, um carcarodontossaurídeo, um espinossauroide ou algo completamente diferente. Estudos subsequentes, bem como a identificação de parentes próximos com grandes garras semelhantes nos membros anteriores (veja abaixo), ajudaram a identificar o Megaraptor como um alosauróide altamente avançado e de construção leve, e um membro da família Neovenatoridae.
Em 2012 Fernando Novas e sua equipe, por outro lado, apontaram o Megaraptor e seus parentes como na verdade, um membro do clado Tyrannosauroidea, enquanto Thomas Holtz, na mesma época, preferiu indicá-lo como sendo possivelmente do clado Spinosauridae, opinião já apoiada por Calvo, González-Riga e Kellner em 2007. Um espécime juvenil descrito em 2014 forneceu mais evidências de que o Megaraptor seria um tiranossauroide primitivo. A descoberta de Gualicho em 2016 foi usada como indicativo de que Megaraptor pode não ser um tiranossauróide, mas um alosauroide ou coelurossauro basal.
O cladograma mostrado abaixo segue uma análise de Porfiri et al., 2014.
|                | Fukuiraptor |
|                | |
| Megaraptoridae | \| \| Australovenator \| \| \| \| \| \| Aerosteon \| \| \| \| \| unnamed \| Orkoraptor \| \| \| Orkoraptor \| \| \| Eotyrannus \| \| \| \| \| \| Megaraptor \| \| \| \| |
|                | \| \| Australovenator \| \| \| \| \| \| Aerosteon \| \| \| \| \| unnamed \| Orkoraptor \| \| \| Orkoraptor \| \| \| Eotyrannus \| \| \| \| \| \| Megaraptor \| \| \| \| |
|                | Australovenator |
|                | |
|                | Aerosteon |
|                | |
| unnamed        | Orkoraptor |
|                | Orkoraptor |
|                | Eotyrannus |
|                | |
|                | Megaraptor |
|                | |

|         | Australovenator |
|         |                 |
|         | Aerosteon       |
|         |                 |
| unnamed | Orkoraptor      |
|         | Orkoraptor      |
|         | Eotyrannus      |
|         |                 |
|         | Megaraptor      |
|         |                 |